# June Christy

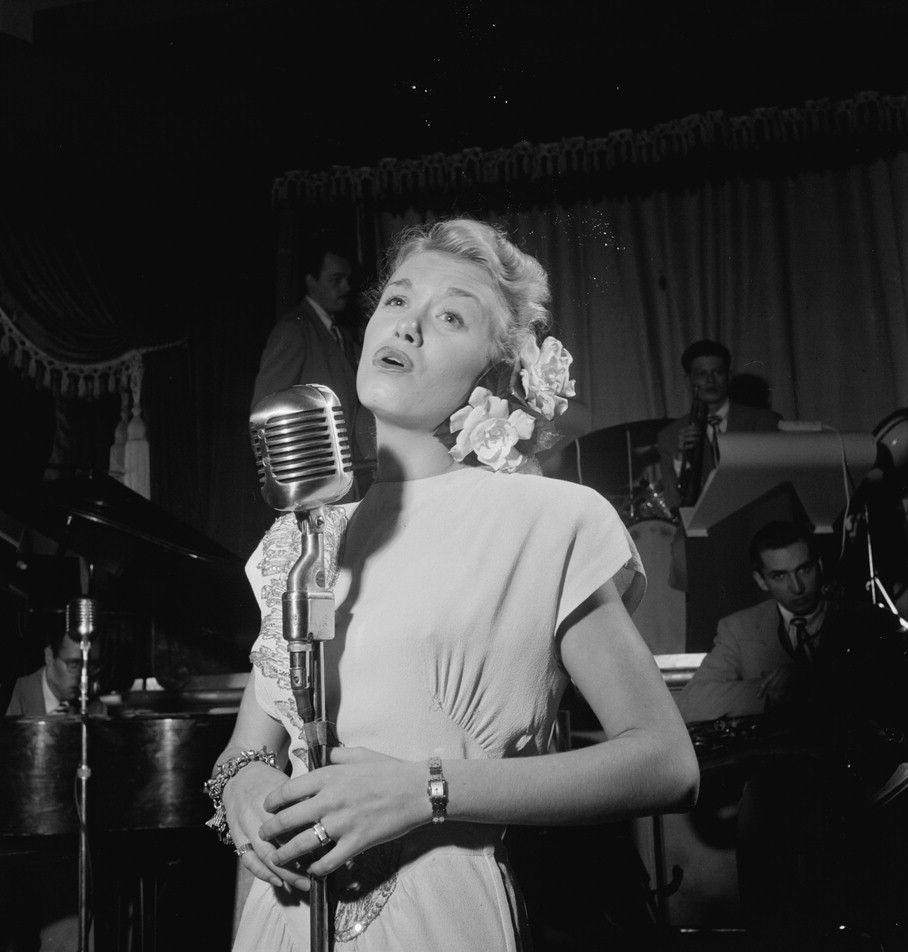
June Christy (1947)

June Christy (* 20. November 1925 als Shirley Luster in Springfield, Illinois; † 21. Juni 1990) war eine US-amerikanische Jazzsängerin.

## Leben und Wirken
June Christy wuchs in Decatur (Illinois) auf und sang ab 1938 in verschiedenen regionalen Bands, u. a. bei Bill Oetyel. Nach dem Highschool-Abschluss ging sie nach Chicago, wo sie in Unterhaltungsorchestern und schließlich bei Boyd Raeburn sang. Mit ihm entstanden erste Radioaufnahmen – Shoo Shoo Baby von 1943 ist ihre erste existierende Aufnahme. Als die Raeburn-Band mit ihr auf Tournee gehen wollte, erkrankte sie jedoch an Scharlach und musste zurückbleiben. Sie arbeitete dann in einigen Jazzclubs der Stadt, darunter YeOld Cellar und Three Deuces.
Als Nachfolgerin von Anita O’Day kam sie 1945 ins Orchester von Stan Kenton und spielte mit ihm Hits wie How High The Moon und Tampico ein. 1947 nahm sie ihre erste Soloplatte auf, Skip Rope mit Kentons Musikern für Capitol Records; in dieser Zeit heiratete sie Bob Cooper, einen Kollegen aus der Kenton-Band. Sie nahm nun eigene Club-Auftritte an, bei denen sie von Johnny Guarnieri und dem Nat-Cole-Trio begleitet wurde. Ab Ende der 1940er Jahre gewann Christy regelmäßig die Polls und galt als einer der Stars von Capitol Records; es entstanden aber auch Aufnahmen (mit Nat Coles Trio) für Columbia als Mitglied der Metronome All-Stars. Einer ihrer Hits war der von Pete Rugolo arrangierte Something Cool von Billy Barnes. Neben interessanten Alben wie The Misty Miss Christy mit Maynard Ferguson, Bud Shank und Shelly Manne sang sie auch kommerziellere Produktionen wie My Heart Belongs To You. 1951 verließ sie die Stan-Kenton-Band endgültig, als dieser das Innovations Orchestra auflöste. Es folgten aber noch einige Auftritte mit Kenton, so bei einer Europatournee 1953 und einer USA-Tournee 1959.

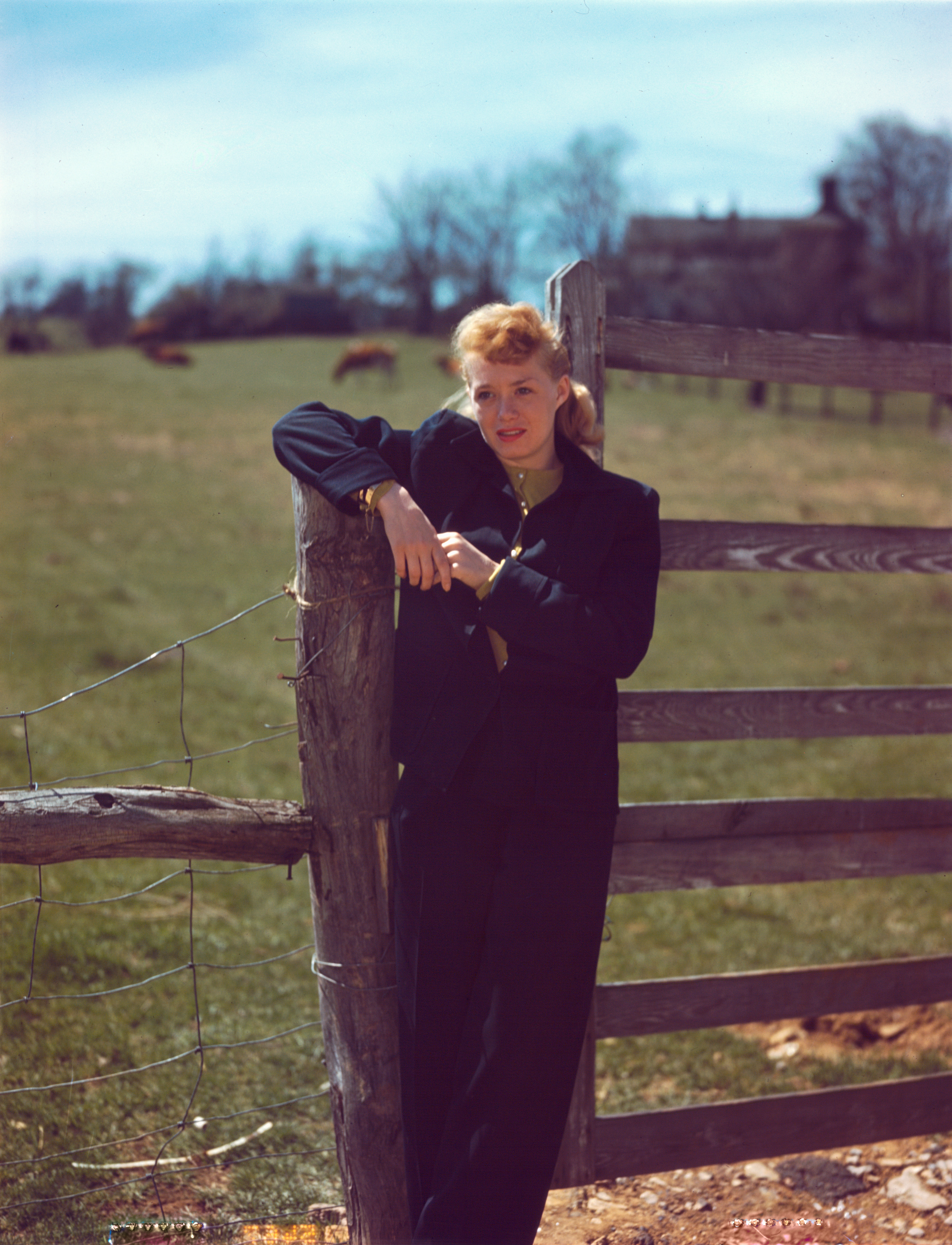
June Christy, ca. 1947.

Bei ihren Aufnahmen als Solistin war Pete Rugolo häufig ihr Arrangeur. Im August 1953 begannen die Aufnahmen zu ihrem Album Something Cool der Titelsong erschien als Single, gefolgt 1954 von einer 25-cm-LP, schließlich als 30-cm-Mono-LP mit weiteren Songs; dieses erreichte die Auflage von 93.000 Stück. In den 1960er Jahren nahmen Christy und Rugolo das Album originalgetreu in Stereo auf. Zu Leonard Feather sagte sie: „Something Cool ist meine einzige Aufnahme, mit der ich nicht unglücklich bin.“ Sie schaffte es auch mit ihren weiteren Arbeiten mit Rugolo, Konventionelles zu vermeiden; „obskure, oft abenteuerliche Melodien, erstaunlich originelle Backgrounds mit dauernd wechselnder Instrumentation und Stimmung sowie Christys gedämpfter, ehrlich emotionaler Gesang charakterisieren ihre und Rugolos gemeinsame Platten“, schrieb Will Friedwald in seinem Buch Swinging Voices.
Sie ging mit ihrem Mann Bob Cooper mehrfach auf Europatournee (1953, 1957, 1958) und begleitete Ted Heath 1957 und 1958 auf seinen Amerikatourneen. 1965 zog sie sich aus dem Musikgeschäft zurück und kehrte nur noch einmal, 1977, für Impromptu on Musicraft ins Aufnahmestudio zurück.

## Diskografie
| Erschienen | Album                                          | Plattenfirma      |
| ---------- | ---------------------------------------------- | ----------------- |
| 1954       | Something Cool (10″ LP)                        | Capitol Records   |
| 1955       | Something Cool (12″ LP)                        | Capitol Records   |
| 1955       | Duet                                           | Capitol Records   |
| 1956       | The Misty Miss Christy                         | Capitol Records   |
| 1957       | June, Fair and Warmer!                         | Capitol Records   |
| 1957       | Gone for the Day                               | Capitol Records   |
| 1958       | This Is June Christy                           | Capitol Records   |
| 1958       | June’s Got Rhythm                              | Capitol Records   |
| 1958       | The Song Is June!                              | Capitol Records   |
| 1959       | Recalls Those Kenton Days                      | Capitol Records   |
| 1959       | Ballads For Night People                       | Capitol Records   |
| 1960       | The Cool School                                | Capitol Records   |
| 1960       | Something Cool                                 | Capitol Records   |
| 1960       | Off-Beat                                       | Capitol Records   |
| 1960       | Do-Re-Mi (mit Bob Cooper)                      | Capitol Records   |
| 1961       | This Time of Year                              | Capitol Records   |
| 1962       | Big Band Specials                              | Capitol Records   |
| 1963       | The Intimate Miss Christy                      | Capitol Records   |
| 1965       | Something Broadway, Something Latin            | Capitol Records   |
| 1977       | Impromptu                                      | Interplay Records |
| 1977       | June Christy 1977                              | Trio PAP          |
| 1986       | A Lovely Way to Spend an Evening (Kompilation) | Jasmine Records   |

## Sammlung
- The Complete Peggy Lee & June Christy Capitol Transcription Sessions. Mosaic, 1998 – 5 CDs. June Christy u. a. mit Ray Wetzel, Dave Barbour, Eddie Safranski, Kai Winding, Bob Cooper, Arnold Ross, Shelly Manne